# فزون‌ورده
فزون‌ورده یا ترکیب اضافی یا اداکت (به انگلیسی: Adduct)، فراورده یک افزایش مستقیمِ دو یا چند مولکول متمایز است، به‌طوری‌که همه اتمها و اجزای شرکت‌کننده در واکنش در آن فراورده تجمیع یابند.

## نمونه
- از افزایش آب اکسیژنه و سدیم کربنات فزونوردۀ سدیم پرکربنات به‌دست می‌آید.
- افزایش سدیم بی‌سولفیت به یک آلدهید که فزونوردۀ سولفونات را به دست می‌دهد.

فزون‌ورده‌ها بیشتر میان اسیدها و بازهای لوویس شکل می‌گیرند نمونه جالب آن میان اسید لوییس بوران و اتم اکسیژن در بازهای لوییس، تتراهیدروفوران (THF): BH3•O(CH2)4 یا دی‌اتیل اتر: BH3•O(CH3CH2)2 است.
- Ball and stick diagram of the Lewis adduct between BH<sub

"Ball
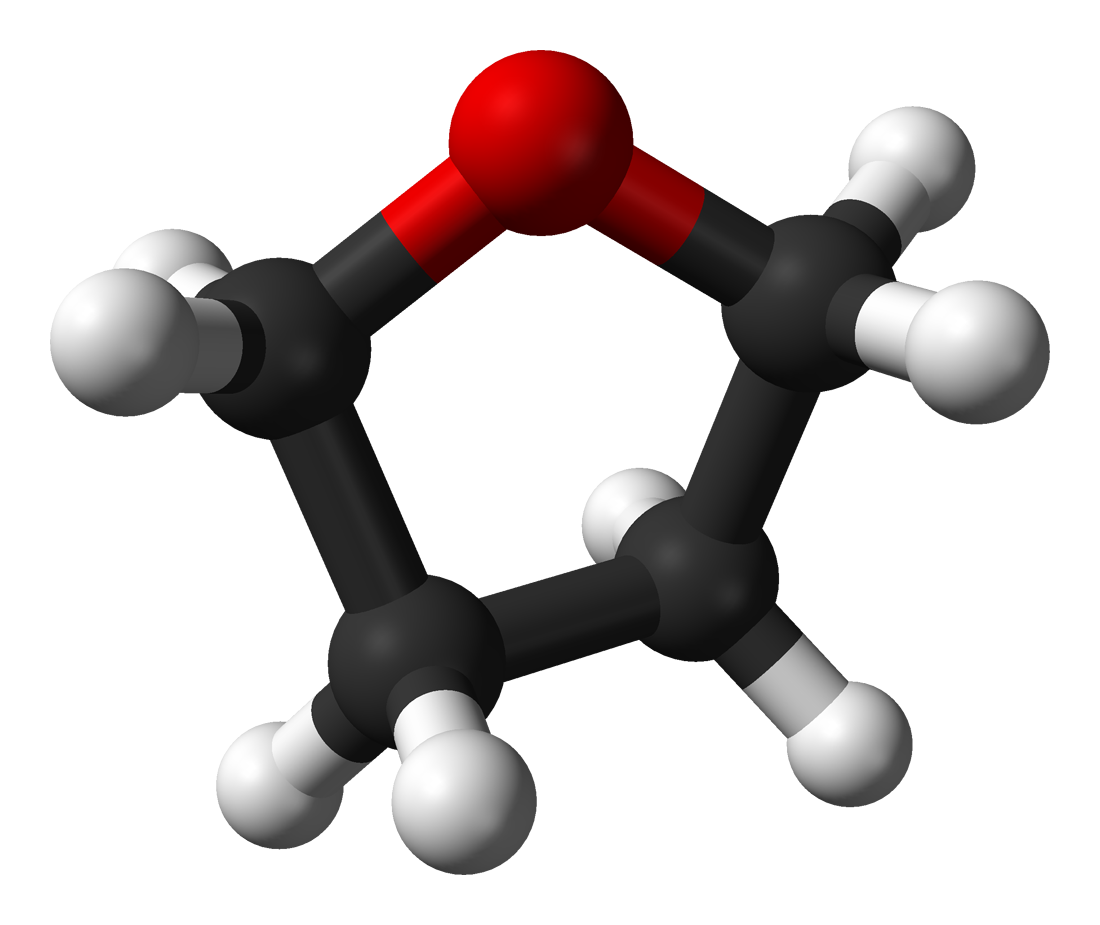
تتراهیدروفوران
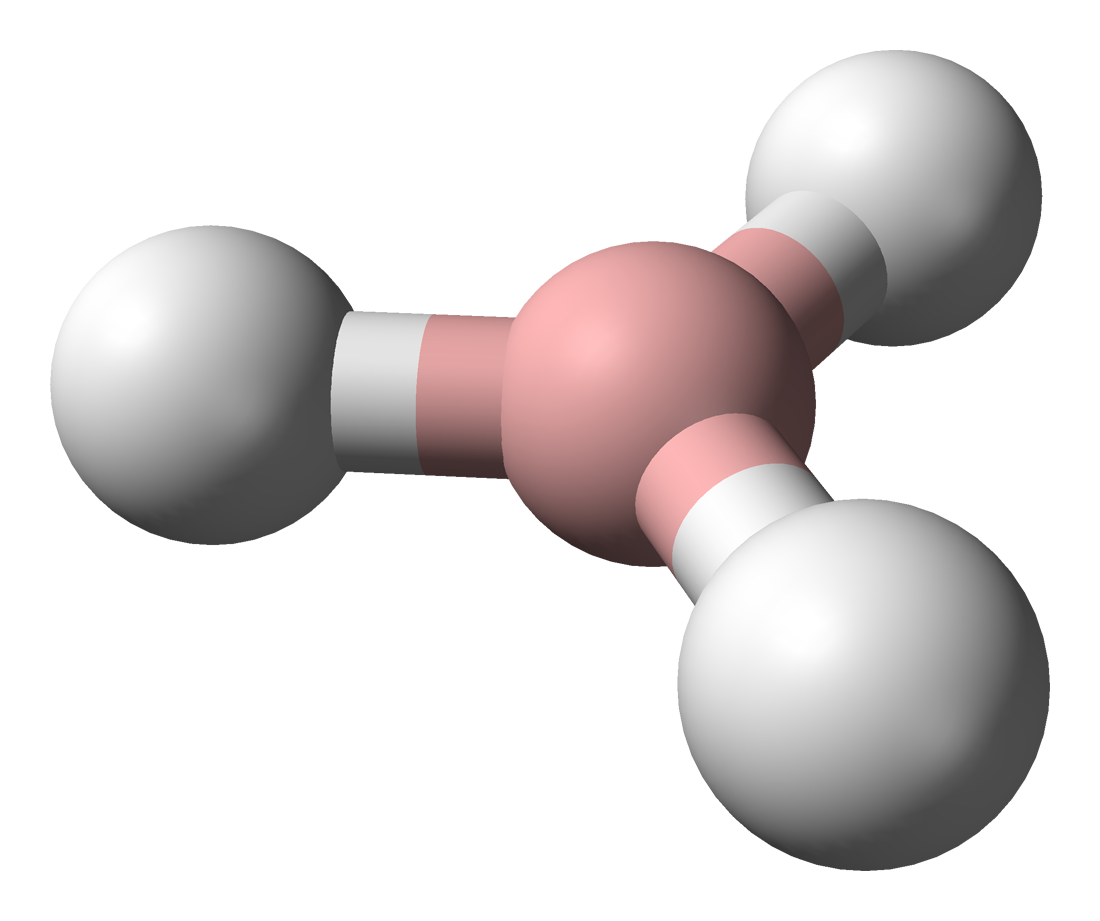
بوران یا BH3
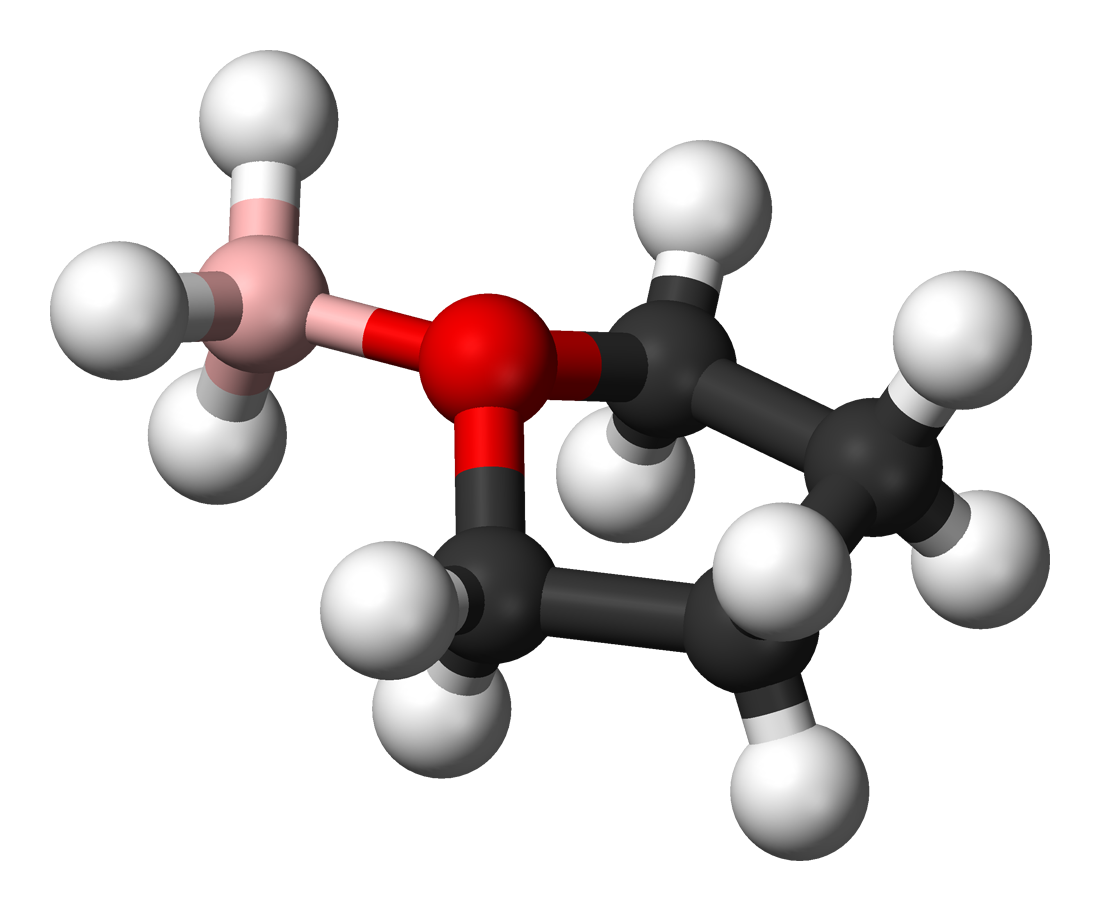
فزون‌وردۀ لوییس میان BH3 and و تتراهیدروفوران,